# WDL Aviation
WDL Aviation, tên đầy đủ là WDL Aviation GmbH & Co.KG (mã IATA = W1, mã ICAO = WDL) là hãng hàng không của Đức, trụ sở ở Köln. Căn cứ chính của hãng ở Sân bay Köln Bonn. Hãng có các dịch vụ bay thuê bao từng chuyến và cho các hãng hàng không khác thuê máy bay.

## Đội máy bay
(Tháng 4/2008):
- 1 BAe 146-100 (bay cho Scandinavian Airlines System)
- 3 BAe 146-200 (1 bay cho Scandinavian Airlines System)
- 1 BAe 146-300 (bay cho Scandinavian Airlines System)
- 1 Fokker F27 Mk400
- 10 Fokker F27 Mk600
- 2 Learjet 55 (1 bay cho Medicall-Royaljet Abu Dhabi)

Tính tới tháng 6/2008, tuổi trung bình các máy bay của WDL Aviation là 23.4 năm.